# Polyommatus lanka
Polyommatus lanka är en fjärilsart som beskrevs av Moore 1877. Polyommatus lanka ingår i släktet Polyommatus och familjen juvelvingar. Inga underarter finns listade i Catalogue of Life.

## Bildgalleri

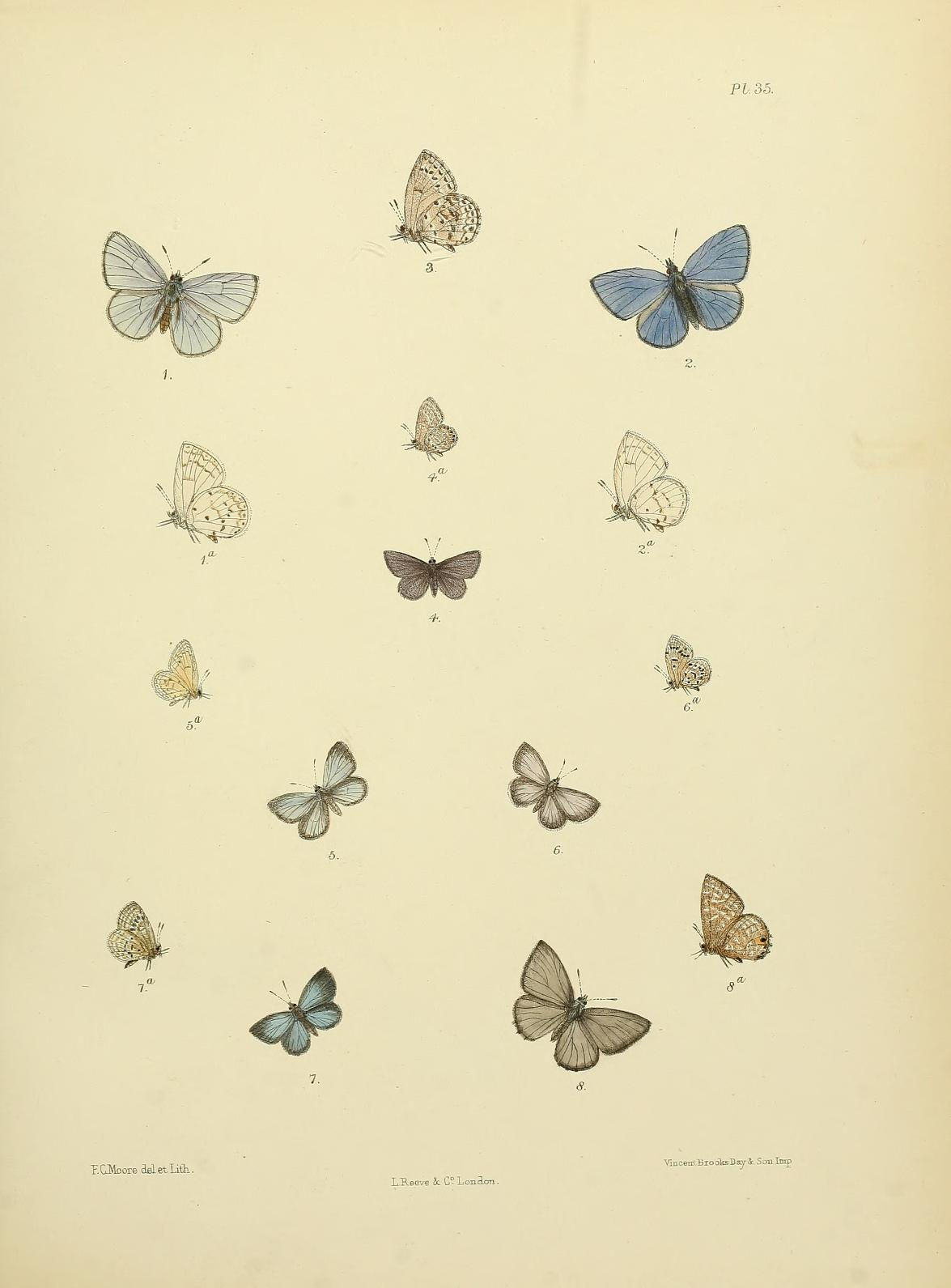